# Lom (Sanaga)
Der Lom ist ein Fluss in Kamerun.

## Verlauf
Der Fluss ist der östliche der beiden Quellflüsse des Sanaga. Er hat seine Quelle am südlichen Rand der Karré-Berge, in der Adamaoua-Region, im unmittelbaren Grenzgebiet zur Zentralafrikanischen Republik. Er fließt überwiegend in südwestliche Richtung und bildet dabei auf einer Länge von 5 km die Grenze zwischen Kamerun und dem westlichsten Ende der Zentralafrikanischen Republik.

## Lom-Pangar-Reservoir
Das Lom-Pangar-Reservoir befindet sich 120 km nördlich der Stadt Bertoua. Es liegt an einem hydrologischen Knotenpunkt, da es nur 4 km flussabwärts der Mündung des Pangar in den Lom und 13 km flussaufwärts der Vereinigung des Lom mit dem Djérem, die den Sanaga bilden, befindet. Es spielt neben der Energiegewinnung eine Rolle bei der Abflussregelung des Sanaga.

## Hydrometrie
Die Durchflussmenge des Flusses wurde am Pegel Betare-Oya, bei gut der Hälfte des Einzugsgebietes, in m³/s gemessen.